# Литкарино
Литкарино (рус. Лыткарино) град је у Русији у Московској области. Према попису становништва из 2010. у граду је живело 55.147 становника.

## Становништво
Према прелиминарним подацима са пописа, у граду је 2010. живело 55.147 становника, 4.349 (8,56%) више него 2002.
| 1939. | 1959.  | 1970.  | 1979.  | 1989.  | 2002.  | 2010.  |
| ----- | ------ | ------ | ------ | ------ | ------ | ------ |
| 6.366 | 25.145 | 39.144 | 46.889 | 50.968 | 50.798 | 55.237 |